# Sigma Columbae
Sigma Columbae ( σ Columbae, förkortat Sigma Col,  σ Col) som är stjärnans Bayerbeteckning, är en stjärna belägen i nordöstra delen av stjärnbilden Duvan. Den har en skenbar magnitud på 5,526 och är synlig för blotta ögat där ljusföroreningar inte förekommer. Baserat på parallaxmätning inom Hipparcosuppdraget på ca 2 mas, beräknas den befinna sig på ett avstånd av 1 664 ljusår (448 parsek) från solen.

## Egenskaper
Sigma Columbae är en blå-vit jättestjärna av typ F och av spektralklass F2 III. Stjärnan har en uppskattad radie som är omkring 23 gånger solens radie. Den har en effektiv temperatur på 6 822 K.